# 张皇后 (殷)
张皇后（?—?）是五代十国时期殷国和闽国皇帝王延政的皇后。
闽永隆三年（941年）正月，王延政受封富沙王；此后，王延政立张氏为王妃。殷天德元年二月（943年3月9日－4月7日），王延政在建州称皇帝，国号大殷，立张氏为皇后。关于她的其他事迹不详。